# Attwood (Victoria)
Attwood ist ein Stadtteil der australischen Metropole Melbourne. Er befindet sich etwa 20 km nordwestlich der Innenstadt, in unmittelbarer Nähe des internationalen Flughafens Melbourne-Tullamarine.
In Attwood befindet sich ein Ausbildungszentrum der Polizei.